# 鈴木鎮一
鈴木鎮一（1898年10月17日—1998年1月26日）出生於名古屋，著名日本小提琴家與偉大的音樂教育家，鈴木教學法的發明人。

## 教育思想
為愛的才能教育（Nuture in Love) 的發起人，教學提倡母國語教學法。源由為鈴木鎮一在一次近似啟示的觀察中，發現所有的國家和國度的人，都會說其國語或方言，而驚歎不已，因為國語能力，就算是本地人，仍然是屬於學習來的，並不是屬於本能的能力。而發現若能夠在愛的環境下，用像學習自家語言的方式，應用到任何的領域，學習任何一樣事物或說是樂器，該有多好。因此將這樣的方式用入了小提琴當中，以流暢的像學習說話的方式，取代「瑣碎」、「無感」卻又容易「善忘」的片段學習。認為我們可以以能力培養能力，並進而以能力創造能力。
其特色為用聆聽，盡可能讓孩子們聆聽該樂曲，正在學習的曲子，或是聆聽古典音樂，並感受音樂的美好（巴赫、莫札特）；但近代往往許多造成蠢用，不僅不會跟孩子們玩，還造成很多的孩子長大之後不會看譜的奇怪現象。
鈴木鎮一有一句名言：「停，想，拉(Stop, Think, Play)。」，意思就是拉小提琴時必須先三思而後行，再開始演奏。

## 爭議
美國小提琴教師馬克·歐康諾（Mark O' Connor）在個人部落格中，宣稱鈴木鎮一對自己的生平經歷造假。認為他從未進入柏林音樂學院，或得到任何一位著名小提琴家的指導。
而其實是一項非常不負責任的言論（Mark O'Connor自己也是發行教材的）
首先，鈴木鎮一所講的『愛的才能教育』（Nuture in Love) 對全球而言本身就是功不可沒，多少個國家，多少種樂器有鈴木的體系。再者，在台灣已絕版、樂韻出版社的「愛的才能教育」一書（鈴木鎮一原著，邵義強翻譯）書中不僅沒有提到鈴木進入柏林音樂院；相反的，鈴木鎮一寫到他是克林葛勒(Karl Klingler)唯一的「私人學生」。
而沒有社會責任的新聞亂象造就亂報關於愛因斯坦與鈴木鎮一之間的事情。
在愛的才能教育一書當中，鈴木鎮一不僅說到自己在米夏爾醫學教授的家中得到親切的照顧，而在這名教授要前往霍普斯金大學擔任系主任之時。對他說：「此後我不能再照顧你了。我想把你交托給我的朋友。」
而出於意料的，由於這個機會，使他接近了愛因斯坦，以及經常聚集在他周圍的人，同時也接觸到溫暖的愛，鈴木鎮一親自寫到「此事不僅是我一生中無可比擬的幸運，而且成為我此後從事幼兒才能教育運動時，使我毫不困惑地推進的基本理由跟信念。」
鈴木鎮一載醫學教授米夏爾前往美國擔任系主任之前，應邀共進晚餐，而晚餐後就是家庭音樂會，教授們也邀他加入演奏。鈴木鎮一自己覺得自己演奏的並不好，但還是演奏了布魯赫的小提琴協奏曲，這首曲子至少是經過克林葛勒老師的指導的。
在愛因斯坦前，坐著一位七十歲左右的老婦人。她對愛因斯坦說：「我實在不明白。」
然後繼續說：
「鈴木是在和我們感覺完全不同的日本長大的。儘管這樣，在他的演奏中，我卻領受道德國人布魯赫的感覺。這樣的是可能存在嗎？」
稍微停一會兒後，年寧幾乎可以當這位婦人兒子的愛因斯坦就微笑著回答說：
「夫人，人類全都一樣。」
這話使我感動良深，熱淚禁不住要奪眶而出。（鈴木如此寫到）

## 外部連結
- 國際鈴木協會 International Suzuki Association （页面存档备份，存于）
- 美洲鈴木協會 Suzuki Association of the Americas （页面存档备份，存于）
- 亞洲鈴木協會 Asia Suzuki Associaiton （页面存档备份，存于）
- 台灣才能教育協會  Taiwan Talent Education Association （页面存档备份，存于）